# ナイマン旗
ナイマン旗（ナイマンき、モンゴル語：ᠨᠠᠢᠮᠠᠨ
ᠬᠣᠰᠢᠭᠤ　Naiman qosiɣu）は、中華人民共和国内モンゴル自治区通遼市に位置する旗。

## 行政区画
8バルガス（鎮）、4ソム（蘇木）、2郷を管轄
- バルガス（鎮）
  - タチンタラ・バルガス（大沁他拉鎮）
  - バイシント・バルガス（八仙筒鎮）
  - 青竜山鎮
  - 新鎮
  - 治安鎮
  - 東明鎮
  - シャルホーロエ・バルガス（沙日浩来鎮）
  - 義隆永鎮
- ソム
  - ゴルバンフア・ソム（固日班花蘇木）
  - バインタラ・ソム（白音他拉蘇木）
  - 明仁蘇木
  - ホンフアタラ・ソム（黄花塔拉蘇木）
- 郷：土城子郷、オリャス（葦蓮蘇）郷